# Bajyt Sarsekbayev
Bajyt Sarsekbayev (en kazajo: Бақыт Сәрсекбаев; Pavlodar, URSS, 29 de noviembre de 1981) es un deportista kazajo que compitió en boxeo. Participó en los Juegos Olímpicos de Pekín 2008, obteniendo una medalla de oro en el peso wélter.

## Palmarés internacional
| Juegos Olímpicos | Juegos Olímpicos | Juegos Olímpicos | Juegos Olímpicos |
| Año              | Lugar            | Medalla          | Categoría        |
| ---------------- | ---------------- | ---------------- | ---------------- |
| 2008             | Pekín (China)    | Medalla de oro   | 69 kg            |